# Entente cordiale
Pour les articles homonymes, voir Entente cordiale (homonymie).
 (septembre 2019).

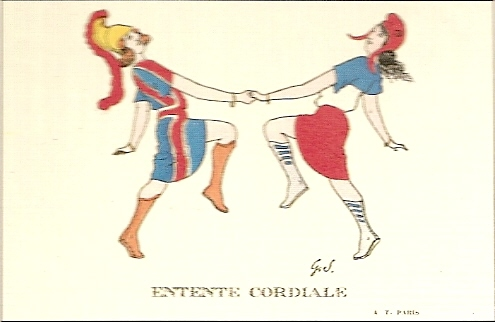
Une carte postale française de 1904 montrant Britannia et Marianne dansant ensemble, symbolisant la nouvelle coopération des deux pays.

L'Entente cordiale est le succès diplomatique par lequel la France et le Royaume-Uni tentent de régler leurs antagonismes, d'abord sous la monarchie de Juillet, sous le Second Empire, ainsi que plus tard sous la Troisième République. Pendant cette dernière, l'entente franco-britannique concerne en premier lieu le partage de l'Afrique.
L'expression est utilisée par François Guizot peu après 1830 et l'avènement de Louis-Philippe d'Orléans comme roi des Français (1830-1848). Une première entente cordiale entre la France et le Royaume-Uni se concrétise avec les deux séjours de la reine Victoria chez le roi français en 1843 et 1845, au château d'Eu en Normandie.
Sous la Troisième République, un nouveau rapprochement est effectué entre les deux pays, sous le même nom d'entente cordiale : la France et le Royaume-Uni signent en 1904 une série d'accords bilatéraux désignés sous ce nom. Ces accords constituent le socle de la Triple-Entente, avec l'Empire russe.

## Première Entente cordiale (1833)
La première Entente Cordiale se déroule au cours de la monarchie de Juillet, dans un climat de prudence diplomatique extrême. Le nouveau souverain Louis-Philippe axe sa politique sur la paix et déclare lors de son discours du trône de 1845 : « J'espère que la politique qui a maintenu la paix générale, à travers tant d'orages honorera un jour la mémoire de mon règne ». La question de l'indépendance de la Belgique, succès diplomatique pour la France, lui permettant de protéger sa périlleuse frontière septentrionale, avec un État tampon pacifique et neutre, contribua puissamment à un rapprochement avec le Royaume-Uni. Cette politique pacifiste mais ambitieuse pourrait se résumer au mot de Louis-Philippe lui-même : « l'ordre au dedans, la paix au dehors ».
L'Entente cordiale est le fruit des efforts diplomatiques cherchant à dépasser les différends historiques, vieux de six siècles si l'on remonte au conflit entre Capétiens et Plantagenêts, pour aboutir à une alliance nécessaire du Royaume-Uni et de la France, matérialisée par l'amicale correspondance diplomatique entre le duc de Broglie et Lord Granville. En septembre 1833, au bourg de Muchengräzt, les monarchies absolutistes d'Europe de l'Est réaffirment l'esprit de la Sainte-Alliance, par une déclaration commune de solidarité. Ce mouvement diplomatique sonnant comme une démonstration de force, inquiète autant Paris que Londres qui tentent alors conjointement de mettre sur pied une coalition libérale dont le traité de la Quadruple-Alliance du 22 avril 1834, signé par Talleyrand pour Louis-Philippe est la première pierre. Celui-ci consacre un rapprochement de fait entre la France et le Royaume-Uni ainsi qu'avec le Portugal et l'Espagne : ces derniers se trouvaient dans des situations similaires avec des infants (Don Carlos, pour l'Espagne, et Dom Miguel, pour le Portugal) contestant la couronne à de jeunes reines affaiblies (Isabelle II et Maria II). Les guerres civiles portugaises et espagnoles revêtaient une dimension européenne à travers l'antagonisme du « bloc absolutiste » (Russie, Autriche, Prusse) et de la « coalition libérale » (France et Royaume-Uni). Cependant, si sur le plan diplomatique les intérêts de la France et du Royaume-Uni sont concordants, il n'en est pas de même sur le plan commercial où la politique de préférence nationale pratiquée par la monarchie de Juillet indispose Londres, la France concurrençant le Royaume sur le marché des exportations.

## Napoléon III et Victoria
La France et le Royaume-Uni sont alliés lors de la guerre de Crimée (1853-1856). En 1855, l'empereur Napoléon III se rend en Angleterre visiter la reine Victoria. La même année, Victoria vient à Paris pour assister à l'exposition universelle. Durant son programme de dix jours, elle est invitée à l'Opéra, à Versailles, à l'hôtel de ville de Paris ou encore aux Invalides. L'avenue Victoria est baptisée en son honneur par le préfet Haussmann. Dans le contexte du conflit russe, la prise de Sébastopol a lieu en septembre ; pour l'historien Jean Garrigues, cet évènement « couronne l’année de l'Entente cordiale entre les deux souverains ».

## Deuxième Entente cordiale (1904)
L'un des événements les plus importants, qui aida à poser les bases de l'Entente cordiale, fut le voyage qu'effectua le roi Édouard VII du Royaume-Uni du 1er au 3 mai 1903 à Paris. Amoureux de la France, dont il parlait couramment la langue, le monarque britannique sut charmer le président français, Émile Loubet,. Ce n'est cependant qu'en 1904, que Paul Cambon et Léon Geoffray surent convaincre le ministre français des Affaires étrangères Théophile Delcassé, qui surmonta les réticences françaises attisées par la crise de Fachoda et appuya leur démarche de sa volonté politique. On reparla alors d'Entente cordiale.

### Pierre angulaire du système de Triple-Entente

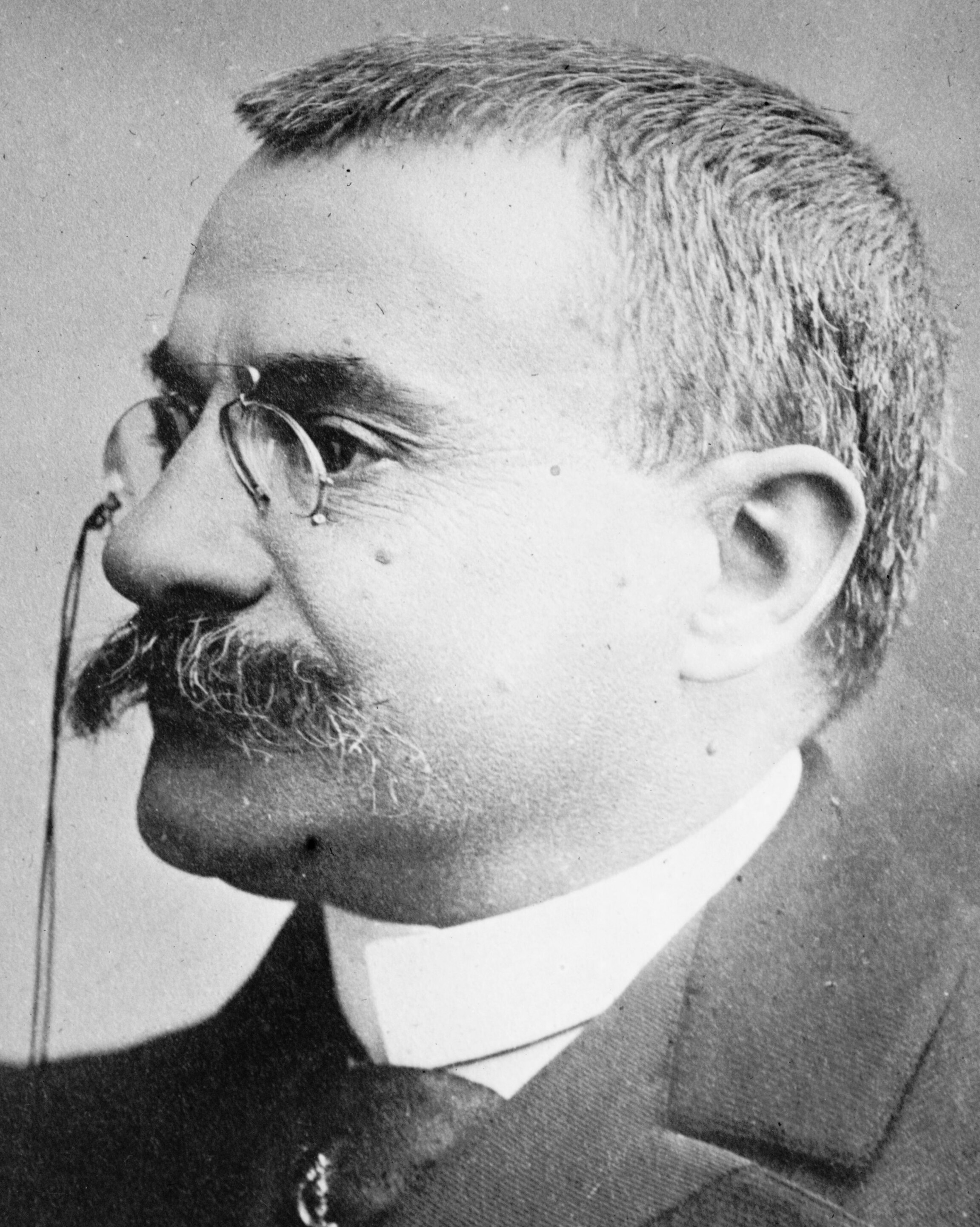
Théophile Delcassé, artisan des accords d'Entente cordiale d'avril 1904.

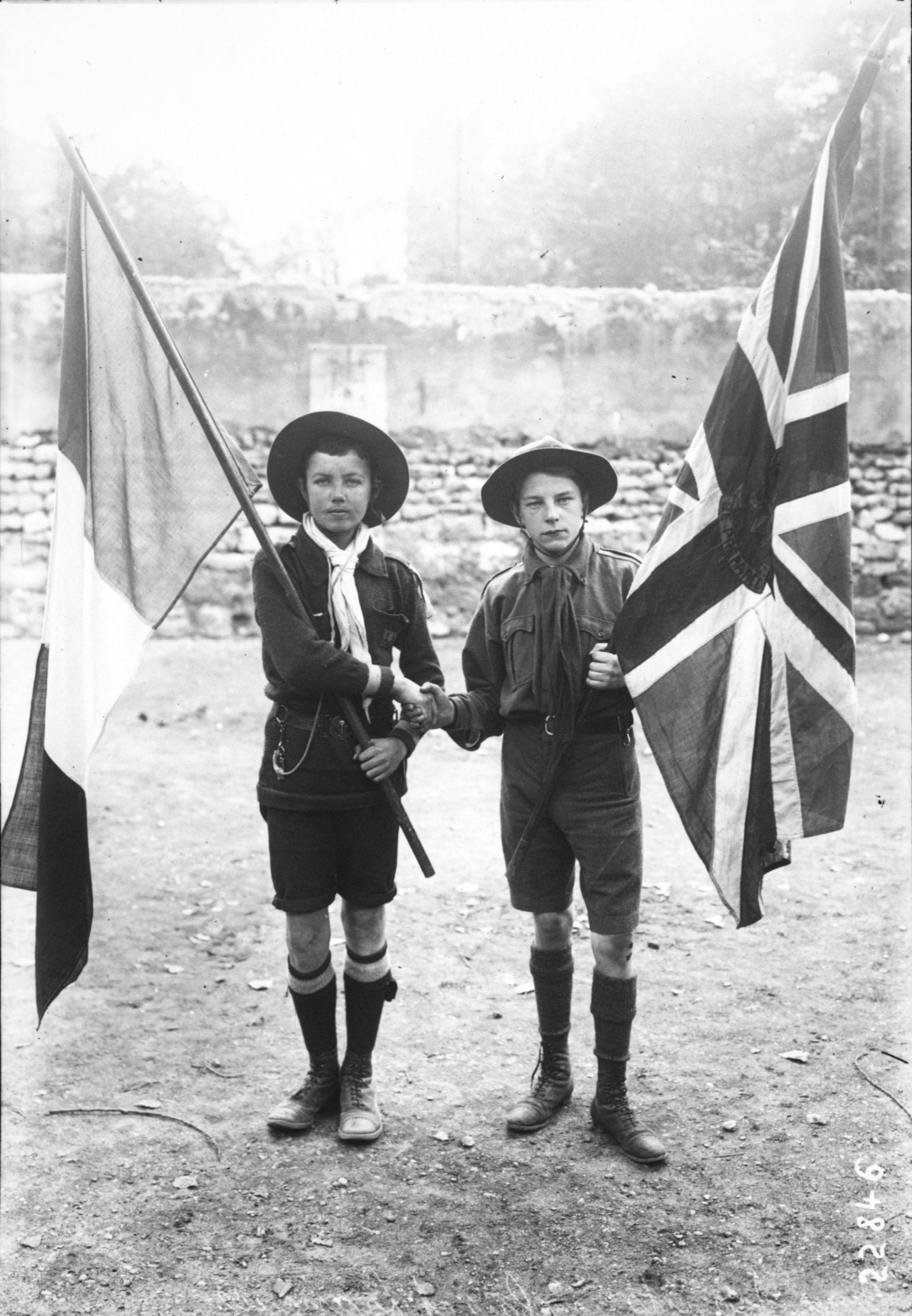
Scouts français et britannique portant leurs drapeaux respectifs. 1912.

Le Royaume-Uni et la France signèrent le 8 avril 1904 une série d'accords bilatéraux que l'on désigne généralement sous le nom d'« Entente cordiale ». Ils y résolvaient plusieurs différends coloniaux plus ou moins anciens. Ainsi, outre la question ancienne des droits de pêche français au large de Terre-Neuve, objet du premier protocole, le Royaume-Uni et la France reconnaissaient par le second protocole la légitimité de la domination de la première sur l'Égypte et du protectorat (l'expression diplomatique de « droit de police » revient à reconnaître de fait le protectorat) de la seconde sur le Maroc. Enfin, le troisième protocole définissait les sphères d'influences respectives des deux nations au Siam, entérinait la souveraineté française à Madagascar et prévoyait la création d'une commission afin de régler le problème des Nouvelles-Hébrides. L'année suivante, l'attitude compréhensive du Royaume-Uni envers la position française au Maroc aida la France à imposer à l'Allemagne le statu quo dans le royaume chérifien (conférence d'Algésiras).
Le Royaume-Uni et la Russie signèrent un accord similaire le 31 août 1907, délimitant leurs sphères d'intérêts respectives en Perse et en Afghanistan. Les deux accords, cumulés à l'alliance franco-russe de janvier 1892, constituèrent la « Triple-Entente ».
Bien que n'étant pas une alliance, l'alignement des trois puissances (complété par divers accords avec le Japon, les États-Unis et l'Espagne) constitua un contrepoids puissant à la « Triple Alliance » de l'Allemagne impériale, de l'Autriche-Hongrie et de l'Italie (cette dernière ayant conclu un accord additionnel secret avec la France contredisant de fait ses obligations dans l'alliance).
Après le déclenchement de la Première Guerre mondiale en août 1914, les puissances de la Triple-Entente décidèrent le 4 septembre de ne pas signer de paix séparée avec l'Allemagne ou l'Autriche-Hongrie. L'armistice séparé de la Russie en décembre 1917 et la paix du traité de Brest-Litovsk le 3 mars 1918 mirent un terme à son alignement avec les autres puissances de l'entente.

### Conséquences de la Seconde Entente

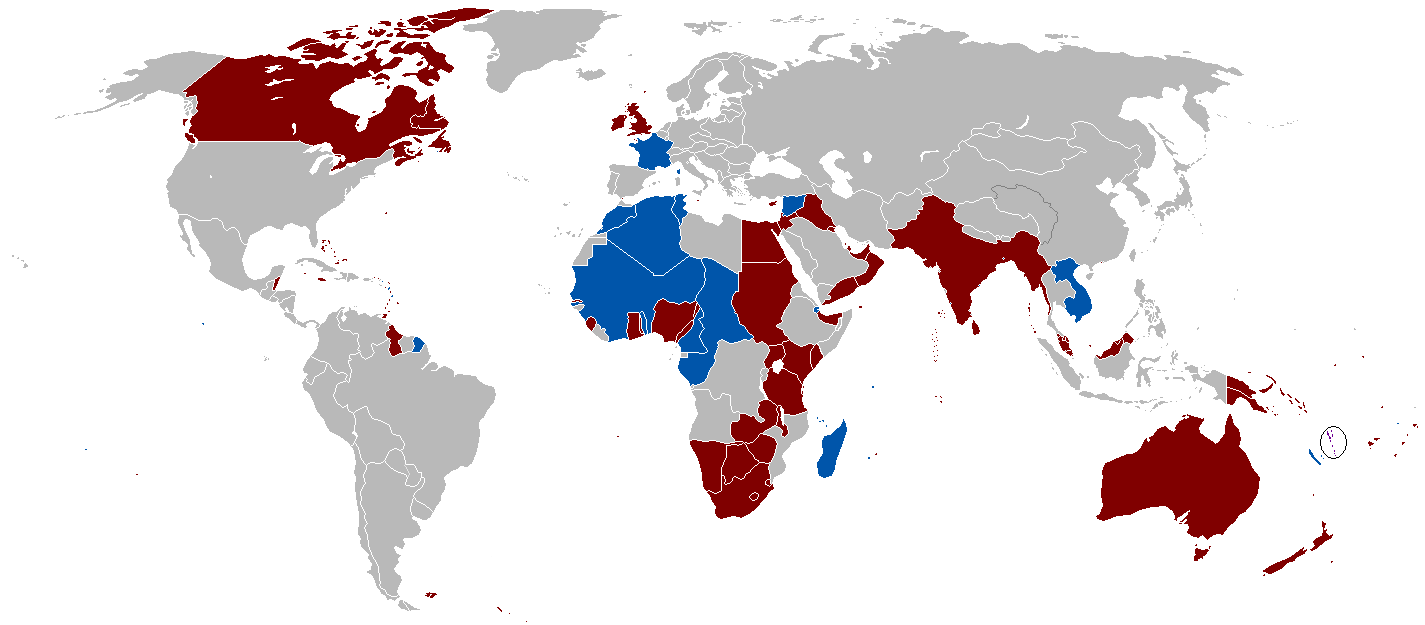
Après la Première Guerre mondiale, les empires coloniaux français et britannique atteignirent leur apogée : un facteur-clé de la puissance de la nouvelle alliance.

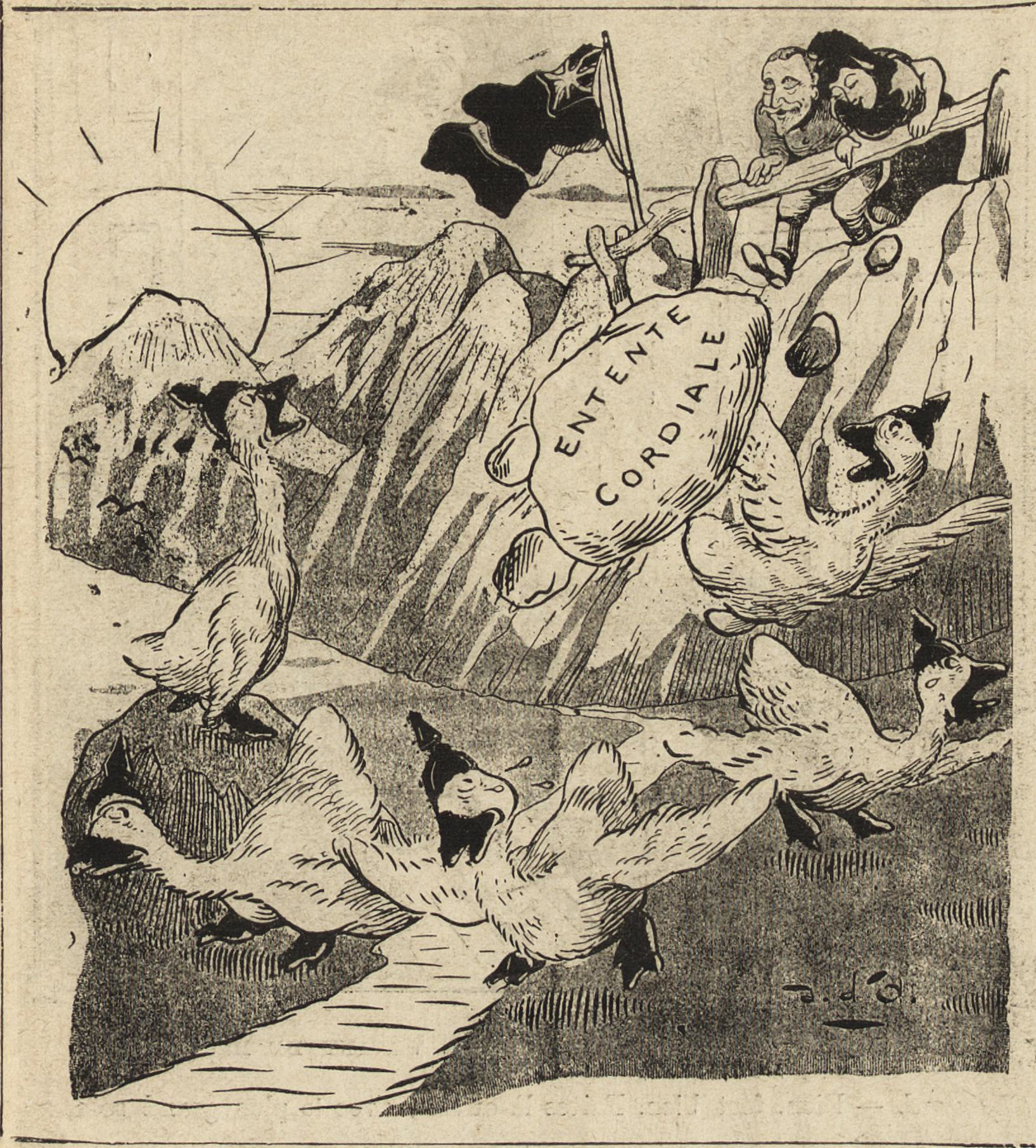
Caricature de 1909 publiée dans L'oncle de l'Europe représentant la fuite de l'Allemagne (représentée par des oies) devant l'entente cordiale.

Liée avant tout à la montée en puissance de l'Allemagne, manifeste notamment avec le développement d'une marine de guerre capable de menacer la suprématie navale britannique, l'Entente cordiale marqua la fin de la neutralité britannique en Europe. Elle mit un terme à un antagonisme de plusieurs siècles entre la France et l'Angleterre (suivie de la Grande-Bretagne, puis le Royaume-Uni), qui considéraient chacun l'autre pays comme leur principal ennemi, notamment pendant la période féodale (débouchant sur la guerre de Cent Ans), puis pendant presque tout le XVIIIe siècle et jusqu'en 1815.
Le sabordage de la flotte allemande à Scapa Flow eut d'importantes conséquences diplomatiques, les Britanniques étant désormais certains de dominer les mers sans rival européen, contrairement à avant 1914. Le Foreign Office considéra donc que l'Entente cordiale était désormais sans intérêt militaire, et le soutien britannique à la France fut abandonné. La politique militaire et navale britannique divergea donc de celle de la France. Ainsi, le traité naval germano-britannique de 1935 fut une mauvaise surprise pour la France, et l'attitude de Paris durant la crise d'Éthiopie de 1936 fut peu appréciée à Londres.
Le Royaume-Uni et la France continuèrent à collaborer ponctuellement dans ce qui sera à la fin sans succès une politique de maintien de l'ordre pendant les années 1920 et au début des années 1930.

## Troisième Entente cordiale (depuis 1998)

### Sommet de Saint-Malo (1998)
Le sommet de Saint-Malo, qui a réuni le président Jacques Chirac et le Premier ministre Tony Blair les 3 et 4 décembre 1998, est souvent décrit comme le point de départ de la Politique européenne de sécurité et de défense. Il a donné lieu à une déclaration commune appelant à l’établissement de moyens militaires « autonomes » et « crédibles » pour l’Union européenne. La relation avec l'OTAN est toutefois précisée : l'UE agira « lorsque l'Alliance en tant que telle n'est pas engagée », et « sans duplication inutile ».
La déclaration de Saint-Malo a été une réponse à la guerre du Kosovo (1998-1999), dans laquelle la communauté internationale, et en particulier l'Union européenne et ses États membres, ont été perçus comme n'ayant pas réussi à intervenir pour arrêter le conflit.

### Accords de Lancaster House ou l'Entente frugale (2010)
Les accords de Lancaster House sont les deux traités militaires signés lors du sommet franco-britannique de Londres, à Lancaster House, par le président français Nicolas Sarkozy et le Premier ministre du Royaume-Uni David Cameron le 2 novembre 2010.
Les traités du 2 novembre 2010 visent à renforcer la coopération franco-britannique dans le domaine de la défense et succède à celui conclu en 1947 entre les deux pays.
Le premier est « relatif à des installations radiographiques et hydrodynamiques communes ». Il concerne le développement et l'emploi des armes nucléaires.
Le deuxième est une « coopération en matière de défense et de sécurité ». Il concerne « le déploiement et l’emploi des Forces armées », les « transferts de technologies » entre les deux industries de l'armement, les programmes d'achats d'armements, les échanges d'informations.

### Initiative européenne d'intervention
Depuis 2018, le Royaume-Uni est membre du dispositif militaire « Initiative européenne d'intervention » lancé par la France.

## Bourses Entente cordiale
Les Bourses Entente cordiale (Entente Cordiale Scholarships) attribuées en France par le British Council ont été créées en 1995 lors du sommet franco-britannique de Londres et High Wycombe, sur l'initiative de Sir Christopher Mallaby (en), ambassadeur britannique en France de 1993 à 1996.
Ce programme de financement bilatéral attribue chaque année à 25 étudiants français et britanniques confondus une bourse d'études leur permettant d'effectuer un séjour d'un an dans une université de l'autre côté de la Manche. Elle s'adresse à des étudiants en 2e ou 3e cycle (postgraduate) et s'élève à environ 10 000 livres sterling, entièrement financés par le secteur privé.
Ces bourses sont destinées à favoriser la compréhension mutuelle et à promouvoir les échanges entre les personnalités françaises et britanniques de demain.

## Mémoire
L'Entente cordiale est honorée au « Centre culturel de l'Entente cordiale », situé au château d'Hardelot dans le Pas-de-Calais.
Le 8 avril 2024, la garde républicaine et la garde royale entreprennent un défilé unique pour les 120 ans de l'Entente cordiale. La garde républicaine défile devant le duc et la duchesse d'Édimbourg dans la cour du palais de Buckingham tandis que la garde royale défile devant le président Emmanuel Macron au palais de l'Élysée. C'est la première fois que les deux lieux de pouvoir accueillent des armées étrangères lors de leurs relèves de la garde.